# 天盛長歌
《天盛長歌》（英語：The Rise of Phoenixes)，2018年中国大陆古装架空电视剧。大任於公，天下承平，改编自天下归元小说《凰权》，講述了天盛王朝逆境皇子寧弈和前朝皇族遺孤鳳知微之間步步為營，「弈一局權謀天下，博一場愛恨起伏」的宮廷權謀故事。电视剧由Netflix、華策克顿集团辛迪加影视、東申影業、好麦文化共同出品，導演沈严、刘海波执导，陈坤、倪妮、白敬亭、赵立新、倪大红、袁弘、王鸥等主演。
該劇於2018年8月14日在湖南衛視金鷹獨播劇場首播，並在芒果TV、愛奇藝、愛奇藝台灣站每日同步衛視播出。 Netflix於2018年9月14日起，在中國大陸、臺澎金馬以外地區播放。

## 劇情簡介
大成末年，「寧世徵」起兵造反，大成國破。負責大成皇室安全的秘密組織血浮屠，帶著剛出生的九皇子逃亡，「寧世徵」派長子寧川和六子寧弈前去追捕。最終，血浮屠首领顧衡抱着九皇子跳崖，不知所終，天盛王朝建立。
天盛十八年，「寧世徵」大赦天下，被關八年的楚王寧弈被釋放，並重新回歸朝堂。楚王寧弈，看似風流散漫的當朝六皇子，卻內心背負著慘痛往事。他以天下為棋局，洗雪冤屈、懲治奸佞、整肅朝綱，在腥風血雨的朝堂爭鬥中，步步為營。鳳知微，被驅逐高門之女，不甘屈服於坎坷的命運，於是女扮男裝進入青溟書院，一躍成為無雙國士魏知，風雲漸起於朝野。一個是城府深藏的親王，一個是初露鋒芒的官場新秀，兩人在風雲詭變的朝堂裡彼此試探、頻頻過招，相互排斥卻又不自禁相互吸引。而當彼此的心漸漸向對方敞開，邂逅的卻是命運徹骨的森涼。

## 演员列表

### 天盛皇朝

#### 皇族及相关
| 演员   | 角色          | 简介 | 备注                     |
| 倪大红 | 寧世徵        | 天盛帝 閔海侯，以外戚身份起兵推翻大成王朝建立天盛王朝。生性多疑，善猜測。在寧齊與火鳳幫逼宮時受傷詐死，傳位於寧弈。 幕後花絮可見其向寧弈自請前往皇陵陪伴雅樂。 | 角色原型為唐高祖。       |
|        | 常貴妃(咏湄） | 燕王寧昇之母，先皇后之妹，出身閔海世族常氏，閔國公常遠、常海之妹。早年為天盛帝擋劍早產，後不能再生育。借王才人之手陷害灩妃叛國。因兒子寧昇企圖篡改遺詔事發，為保寧昇一命服毒自盡。 |                          |
| 梅婷   | 雅樂(灩妃)    | 楚王寧弈之母、大悅日落族之神女、金獅使臣占壁愛人，被寧世徵俘虜來天盛為妃。被寧世征囚禁二十年，與寧奕團圓後，被魏王所擄，又被顧南衣劫走要脅寧弈交出寧澄，過程中被火鳳幫拉下懸崖墜落，香消玉殞。 |                          |
| 王歐蕾 | 王才人        | 魏王寧齊之母。本為常貴妃繡女，得陛下寵幸，個性溫雅怯懦，受制於常贵妃。在常贵妃死後，升為順儀。被辛子硯殺害。 |                          |
| 朱銳   | 月泠(慶妃)    | 大成舊民，三虎之女，效忠大成四皇子長孫弘。養母為日落族人，懂制香，火鳳幫之人，管地下私奴市集，魏王安排在皇帝身邊的眼線。剛入宮時被封為月尚宮，後升格為妃。 |                          |
| 海一天 | 寧川          | 天盛大皇子、唯一的嫡子、太子 十八年前憑藉追殺前朝餘孽之首功成為太子。舅舅是當朝的護國公常遠，一直想穩坐位置，身邊有很有附庸的臣子，對自己的胞妹韶寧很是疼愛。 |                          |
| 是安   | 寧昇          | 天盛二皇子、燕王 生母为常贵妃，好武跋扈，表面上多年來一直唯太子馬首是瞻，但是心中也有自己的計謀，不甘人後，在寧弈從宗正寺出來後，他處心積慮多年的野心才開始顯示出來，因企圖竄改遺詔是發被關入宗正寺，後被寧齊下藥毒死。 |                          |
| 劉哲琿 | 寧喬          | 天盛三皇子→莊毅太子（追封） 德才兼備，品格高尚。一直保護著幼時的寧弈不受人欺負，八年前因发现太子豢养血浮屠而被寧川陷害舉兵造反，含冤而死。 |                          |
| 邵桐   | 寧研          | 天盛五皇子、趙王 性格殘忍，也有爭奪儲君之位的野心，可是心計弱於幾位兄弟們。因寧川害怕其揭破八年前巫蠱案而被滅口。 |                          |
| 陈坤   | 寧弈          | 天盛六皇子、楚王→自贬庶人→鳳翔帝 喜歡鳳知微 劍膽琴心，城府極深，忍性絕心，沉潛如淵。 八歲時與長兄寧川去捉拿大成遺孤，招安在即卻被寧川的急功近利害得血浮屠首領抱著大成遺孤跳涯自盡。寧弈被炸藥炸傷而昏迷。而寧川趁機獨攬功勳，被寧世徵封為太子。寧弈醒後發現物是人非，母妃蒙冤逝世、父皇待己冷淡，只有三哥寧喬對他關懷如故。十八歲時，三哥被誣陷叛國致死，為救三哥去調軍因此罪入宗正寺。八年後因織蜀錦救災有功被赦，寧弈收斂鋒芒，步步謀劃，要替三哥、母妃洗清冤屈，再要讓天下清明。 | 男一，角色原型為唐太宗。 |
| 曲高位 | 寧齊          | 天盛七皇子→魏王 王才人之子，幼時被送往邊疆多年不受寵，表面上是個孝子，對皇兄們畢恭畢敬。然而，實際上也是一個野心昭昭之人。 |                          |
| 陈莹莹 | 魏王妃        | 常年随魏王戍守边关，后随其入宗正寺。 |                          |
| 王凱熠 | 寧霽          | 天盛十皇子、端王 鳳知微在青溟書院的同窗，潔身自愛，無意於儲位之爭，只認定寧弈為儲君。 |                          |
| 徐好   | 寧昭          | 天盛嫡公主、韶寧公主 與寧川同母所出。無勇無謀，刁蠻任性。常常惹出損人不利己的事。因太子寧川遭寧奕殺害，憎恨寧奕，誓言要替太子復仇。被寧齊利用設計陷害寧弈，最後死於寧齊箭下。 |                          |
| 侯岩松 | 趙淵          | 內侍總管，天盛帝身邊最親近的人，除天盛帝外都尊稱他為趙給使。 |                          |
| 赫雷   | 寧澄          | 寧弈贴身護衛。 活寶，忠心耿耿，擅於扮豬吃老虎，很明曉楚王寧弈的心思，一生只為守護主子楚王寧弈。 寧弈繼位後擔任金羽衛指揮使，殺死宗宸、長孫弘。 |                          |
| 迟蓬   | 凌英姑姑      | 灩妃侍女，告知寧弈母妃仍在世被天盛帝囚禁的真相、雙生蠱的解法。 |                          |
| 宋佳洋 | 寧清          | 寧弈貼身護衛 |                          |
| 杜红彬 | 寧濯          | 寧弈貼身護衛 |                          |

#### 天盛朝廷
| 演员   | 角色   | 简介 | 备注 |
| 赵立新 | 辛子硯 | 天盛王朝內閣光祿大夫、太子少保、青溟書院院首，楚王派重臣。 受當年三皇子寧喬死前所託輔助皇六子寧弈。 為了大花腹中孩子與二花之死殺了晉升為順儀的王才人。                      |      |
| 胡可   | 大花   | 辛子硯之妻。之後懷有身孕，但因二花被殺，激動流產。 |      |
| 陳思斯 | 二花   | 辛子硯之妻大花之妹。聰明伶俐，常替姊夫解決事情，表面上死於魏王令下，實為火鳳幫偽裝魏王令人刺殺造成混亂。                                                                    |      |
| 秦焰   | 姚英   | 天盛王朝內閣首輔。 |      |
| 张志忠 | 徐啟瑞 | 因兄長在寧昇手中而不得不效忠於寧昇，兄長被寧弈救出後轉而效忠寧弈。與彭沛同期參加科舉。                                                                                      |      |
| 孫寧   | 胡聖山 | 天盛王朝內閣次輔。 |      |
|        | 許柏卿 | 史部尚書。 |      |
|        | 華文廉 | 吏部尚書。 |      |
|        | 胥元良 | 軍中統帥。 |      |
| 趙成顺 | 淳于鴻 | 軍中副帥，淳于猛之父。 |      |
| 任羅敏 | 葛鴻英 | 工部侍郎，被調往負責代表天盛與大悅進行馬市交易。 |      |
| 常鋮   | 彭沛   | 布衣重臣，刑部尚書、燕王謀臣。燕王敗後被貶為典獄長並效忠魏王。在協助寧齊與火鳳幫逼宮時被辛子硯一箭射死。                                                                    |      |
| 徐衛   | 常海   | 太子與燕王舅父，常遠之弟。一品朝臣，寧川一派，幫其謀劃許多惡事，欲推崇寧川登上九五之位。 殺害珠茵，毒害霍老三，與寧川進宗正寺後決定一同造反，後失敗被擄，死於楚王寧奕劍下。 |      |
| 王策   | 顧衍   | 顧南衣之父、顧衡之弟、血浮屠前宗主。 驍勇善戰的前朝將軍，於大成國破之時，為保護妻兒而被迫叛出血浮屠。 盛帝時期為金羽衛指揮使，效忠寧弈。 寧弈繼位後擔任五軍副都督。         |      |
| 毛毅   | 姚揚宇 | 天盛首輔姚英之子、青溟學院校霸，曾解答擢英卷的第一卷。後為校尉。 |      |
| 劉昊䶮 | 淳于猛 | 天盛第一武將淳于鴻之子。 性格剛猛，敬仰寧弈助其成就大業。 |      |
| 李斌   | 戴名齊 | 靈台丞。 |      |
|        | 霍老三 | 原為宗正寺獄卒，擅織錦。楚王出宗正寺時求聖上賞賜於己，後因常海設計於酒中下毒要毒害楚王，意外被毒害。                                                                        |      |
| 王嘉綺 | 珠茵   | 酒坊蘭香院的頭牌、楚王派的信息收集者，當年巫蠱案受害者遺孤。因保護鳳知微最終死於常海之手。                                                                                  |      |
| 隋雨蒙 | 姚揚慈 | 姚英之女。 |      |
|        | 華宮眉 | 吏部尚書之女，有帝京第一才女、淑女之稱，暗戀楚王寧弈。 |      |
|        | 胡靜水 | 胡聖山之孫女。 |      |

#### 秋家
| 演员   | 角色                 | 简介 | 备注                       |
| 盧勇   | 秋尚奇               | 秋明纓長兄、鳳知微舅父。 五軍都督，飛影衛指揮使要職，天盛武將第一人。因窩藏顧衡遺孀（胞妹秋明纓）事發而被發配三千里。                                                                    |                            |
| 楊鍅涵 | 秋夫人               | 秋尚奇的正房夫人。 |                            |
| 許歌   | 秋玉落               | 秋尚奇之女。 |                            |
| 鄧莎   | 玉華                 | 秋尚奇的小妾，人稱五姨娘。因要舉報秋明纓母子而被秋明纓殺死。 |                            |
| 刘敏涛 | 秋明纓               | 秋府小姑子，鳳知微養母、鳳皓親母。 人稱鳳夫人，曾經是火鳳女帥。大成遺孤事發後被俘，後服毒自盡。                                                                                          |                            |
| 倪妮   | 鳳知微/魏知/長孫知微 | 大成王朝哀帝九公主。 自幼飽受欺淩，見識和膽識不輸男子。女扮男裝化名魏知到青溟書院，因解答擢英卷，而被封為無雙國士，入仕為官。 大成遺孤事發後，被封為聖纓公主，許配給赫連錚，為金獅王后。 | 女一，角色原型為長孫皇后。 |
| 昌隆   | 鳳皓                 | 秋明纓之子、鳳知微弟弟。 表面膽小怕事，庸庸碌碌，其實深愛母親與長姐。於44集搶奪服下鴆酒而死。                                                                                            |                            |

#### 闵海
| 演员   | 角色   | 简介 | 备注 |
| 尹鑄勝 | 常遠   | 天盛王朝閔國公、太子，燕王之舅父，閔海世族首領，以外戚身分霸佔閔海多年，所作之惡事罄竹難書。最終死於次子常忠信手下。                         |      |
|        | 常忠義 | 閔國公長子，圖謀殺害楚王，有殺害朝廷重臣，勾結海寇，被弟弟常忠信設計，後被楚王一刀刺喉而亡。                                                 |      |
| 代旭   | 常忠信 | 閔國公次子，城府極深，野心勃勃，欲佔地為王進而取代天盛，設計陷害大哥，並親手用銅像殺害自己的父親，舉兵造反，後被楚王圍困，死於楚王寧奕手下。 |      |
| 王鸥   | 華瓊   | 鳳知微摯友、燕懷石之未婚妻。 與鳳知微被晉思羽所擄，在逃出時被殺。                                                                            |      |
| 徐剑   | 燕懷石 | 南海世族燕氏家主、華瓊之未婚夫。與鳳知微相識於青溟書院，知道其為女兒身。 最後帶著大成舊部回到閩海。                                          |      |
|        | 陳紹   | 閔海海盜首領，受常遠之命殺害朝臣林任奇（因其手上有扳倒常遠之罪證），後夾帶證據逃逸遭到追殺。                                                 |      |

### 大成皇朝及相关
| 演员   | 角色     | 简介 | 备注 |
| 谭凯   | 大成皇帝 | |      |
| 張定涵 | 大成皇后 | |      |
| 黑子   | 顧衡     | 前血浮屠的首領。秋明纓之夫。顧衍兄長。在保護大成九皇女的過程中犧牲。                                                                                             |      |
| 修庆   | 宗宸     | 大成皇家親衛，血浮屠首領，授遺命保護大成九公主（鳳知微）。 私塾先生，顧南衣的養父與師傅。                                                                        |      |
| 白敬亭 | 顧南衣   | 顧衍之子、當代血浮屠宗主。鳳知微的守護者。 喜著天水之青柔軟長袍，常年戴斗笠面紗遮面。 沉默寡言、不喜與人交往，性格冷漠，只有在鳳知微面前才會表現出小孩子的性格。 |      |

### 金狮国
| 演员   | 角色   | 简介 | 备注 |
| 张晓晨 | 赫連錚 | 蒙古草原金獅王世子。 喜歡鳳知微，可以為了她赴湯蹈火，於金獅繼承人內亂中打敗自己的皇叔赫連烈，後繼承王位，迎娶鳳知微，後被月泠設計死於她手中。      |      |
| 沈晓海 | 占壁   | 深愛楚王之母雅樂。後派遣於天盛作為使臣，被寧昇設計陷害，自縊於牢中。與金獅司家家主司憲有交情。                                                     |      |
|        | 三隼   | |      |
| 岳辛   | 四翎   | |      |
|        | 赫連烈 | 赫連錚的皇叔，謀害先王，擁立幼年皇子登位，為攝政王                                                                                                 |      |
| 李菁菁 | 劉牡丹 | 先王繼王后，被赫連烈以其子赫連圖性命威脅支持其矯詔                                                                                                 |      |
| 呂夏   | 劉梅朵 | 原司隱淪未婚妻，喜歡赫連錚，為毀與司隱淪之婚約而構陷他姦汙之罪，害他陷於司家宗祠，最後在大殿上說出先王被害真相，為保護赫連錚死於偷襲的赫連烈刀下。 |      |
| 李添诺 | 司隱淪 | 金狮司家大公子，因被劉梅朵陷害受黥面之刑。 |      |
| 代文雯 | 司隱樂 | 金狮司家千金，司隱淪之妹，刁蠻任性，喜歡顧南衣。                                                                                                   |      |

### 大悅
| 演员   | 角色   | 简介 | 备注 |
| 袁弘   | 晉思羽 | 大悅三皇子，安王。 喜歡鳳知微，心思縝密，老謀深算，在白頭嶺之戰俘虜金獅王后鳳知微至蒲城，與赫連錚、寧弈都是敵對的關係。 在楚王等人逃離浦園時死於赫連錚與顧南衣手下。 |      |
| 徐紹瑛 | 郭俊   | 安王身邊第一武將。 |      |
| 蔡雅同 | 佳榮   | 安王府繡娘，日落族。雅樂之外甥女，寧弈之表妹。 |      |

## 製作

#### 劇本改編
電視劇《天盛長歌》改編自天下歸元小說《凰權》。原著作者兼編劇天下歸元在採訪中談及，《天盛長歌》的改編將遵循「四不」原則「不動人設、不動主線、不刪主要人物、不改主要情節」。該劇對原著劇情不能通過廣電審核以及不便拍攝的部分，進行了一定的改編處理；在權謀的基礎上，進一步深化細化了對男女主相愛相殺的述說，對原本不夠飽滿細膩的情節會做進一步的充實細化和提升。

#### 演員選擇
早在項目籌劃之初，製片方認為陳坤是男主角寧弈的不二人選。因為寧弈這個角色，對於演員的演技、顏值、人氣和新鮮度缺一不可。為邀請陳坤出演，在過去兩年裡，製片方三顧茅廬，重視角色的豐富性和塑造空間，並精益求精，不斷優化劇本，決心打造精品劇，陳坤也因此決定接演該劇。
在女主角的選擇上，劇組經過了反反覆覆的論證比較，製片人鈕繼新表示，倪妮是鳳知微的不二人選，她的形象和氣質非常獨特，演技出眾，鳳知微的剛柔並濟在她身上都有所體現，但最終確認倪妮出演的另一個硬性標準還有出品方堅持的選角的新鮮感。而在邀請倪妮首次出演電視劇的過程中，出品方也是三顧茅廬。

#### 導演團隊
該劇由導演沈嚴、劉海波執導，電視劇《中國式離婚》、《辣媽正傳》、《我們無處安放的青春》、《手機》、《中國式關係》等現實主義之作，均出自兩人之手。

#### 幕後班底
製片方為將該劇的中國文化、中國元素淋漓盡致地發揮出來，請來了美術指導、服裝設計師張叔平。張叔平帶領呂鳳珊、方思哲設計唐風造型。還薈萃了電影劇照師包翔宇（《歸來》《我不是潘金蓮》《尋龍訣》）、作曲董潁達（《夏有喬木雅望天堂》、《北平無戰事》）、攝影指導李希（《失戀33天》《新版紅樓夢》）、美術指導申小湧（《秋喜》《瘋狂的賽車》）、剪輯指導張佳（《杜拉拉升職記》《海上傳奇》），並請來曾指導過《瑯琊榜》《羋月傳》《海上牧雲記》的禮儀指導李斌。

#### 電影規格
制作方面，劇組採取中國大陸古裝劇罕見的現場收音模式，並選用「2.35:1」的電影常用畫幅，力圖「觀眾在電視螢幕上，也能體驗電影畫面的觀影感受」。

#### 拍攝過程
《天盛長歌》於2017年5月27日在湖北開機；同年12月9日歷時197天拍攝，全劇組殺青。該劇主要取景於襄陽唐城，除凱旋門之外，覆蓋皇宮、環殿、東西街市等的所有景點。所以選擇唐城，不僅因為在所屬朝代與原著契合，更是不常在熒幕上曝光的唐城，能帶來更具新鮮感的取景效果，也是唐城首次用于電視劇拍攝。

## 电视剧歌曲
| 曲序 | 曲目                 |              | 作曲   | 演唱   |
| ---- | -------------------- | ------------ | ------ | ------ |
| 1.   | 《奈何》（插曲）     | 董颖达       | 董颖达 | 李圣杰 |
| 2.   | 《何奈何》（片尾曲） | 董颖达       | 董颖达 | 倪妮   |
| 3.   | 《如昨》（概念曲）   | 张鹏鹏、林乔 | 吴姝霆 | 刘惜君 |
| 4.   | 《心機》（插曲）     | 崔恕         | 董穎達 | 汪小敏 |

## 爭議

### 收視低迷至提前下檔
儘管本劇在知名影評網站豆瓣上獲得8.1的高分，但收视低迷，成为十年以来湖南卫视黄金档收视率最低剧集。湖南卫视最终將该剧70集刪減成56集，并且在部分集數缩减时长播出，9月16日提早下檔。1月24日，《天盛长歌》落地东南卫视，第二轮播出七十集的完整版本。

### 原著作者批評
2022年4月28日，《凰权》作者天下归元在社交平台上发长文回应五年前《天盛长歌》改编争议，表示除了少部分作者，很少有作者能在整个作品改编过程中拥有发言权，在参与编剧的过程中，哭过很多次：“我捧着我的心血，眼睁睁看着它被蔑视被撕扯，粉身碎骨，扬弃成灰。我没有看过一眼电视剧。在我心里，那已经不是我的东西了。”
天下归元表示自己曾因为作品改编遭受过网暴：“某些明星粉丝，对于自家主子接这样的小言剧非常不满，这不满不舍得也不敢对着自家本命发作，自然就是我这个小言作者承担。”她表示自己还曾遭到举报：“先是向剧组举报，说我泄露剧本。再向我单位举报。举报的两个要点，一是我公务员兼职写作，二是我曾经做过艺术加工、根本不是实情的一条微博。”对于五年前的经历，天下归元称自己第一次明确回应，是不想被在乎的人误会，痛恨时隔五年造谣诽谤依旧在。

## 原著小说
2010年10月起连载于潇湘书院。

### 中國大陸
| 出版日期  | 书名                             | 作者     | 出版社           | ISBN               | 备注         |
| 2012年2月 | 《凰权》(全二册)                 | 天下归元 | 江苏文艺出版社   | ISBN 9787539943039 |              |
| 2012年5月 | 《凰权：完美终结》(全二册)       | 天下归元 | 江苏文艺出版社   | ISBN 9787539950198 |              |
| 2016年1月 | 《凰权．套装》(全四册)           | 天下归元 | 江苏文艺出版社   | ISBN 9787539959641 |              |
| 2017年8月 | 《凰权．第一卷》(全三册)         | 天下归元 | 百花洲文艺出版社 | ISBN 9787550023543 | 无删减完整版 |
| 2017年8月 | 《凰权．第二卷》(全三册)         | 天下归元 | 百花洲文艺出版社 | ISBN 9787550023550 | 无删减完整版 |
| 2017年8月 | 《凰权．套装》(全六册) 附 擢英卷 | 天下归元 | 百花洲文艺出版社 | ISBN 25126059      | 无删减完整版 |

### 台灣
| 出版日期      | 书名                 | 作者     | 出版社         | ISBN               |
| 2018年7月18日 | 《凰權．卷一》       | 天下歸元 | 米國度有限公司 | ISBN 9789869670135 |
| 2018年7月18日 | 《凰權．卷二》       | 天下歸元 | 米國度有限公司 | ISBN 9789869670142 |
| 2018年8月15日 | 《凰權．卷三》       | 天下歸元 | 米國度有限公司 | ISBN 9789869670159 |
| 2018年8月15日 | 《凰權．卷四》       | 天下歸元 | 米國度有限公司 | ISBN 9789869670166 |
| 2018年9月19日 | 《凰權．卷五》       | 天下歸元 | 米國度有限公司 | ISBN 9789869670173 |
| 2018年9月19日 | 《凰權．卷六（完）》 | 天下歸元 | 米國度有限公司 | ISBN 9789869670180 |